# Assassini (film)
Assassini (in russo Убийцы?, Ubijcy) è un cortometraggio diretto da Andrej Tarkovskij e i suoi compagni di classe Aleksandr Gordon e Marika Bejku. 
Il film, di produzione sovietica, è basato su un racconto di Ernest Hemingway scritto nel 1927.

## Trama
Nick Adams è seduto nella tavola calda di un piccolo paesino di proprietà di George, quando poco prima dell'ora di cena si presentano due gangster: Al e Max. I due chiedono con molta arroganza dei piatti da mangiare e dopo un breve dialogo riferiscono a George di star aspettando uno svedese, Ole Andreson, che devono ammazzare sapendo che solitamente cena lì. Dopo aver legato il cuoco e Nick nella cucina si mettono in posizione e chiedono a George di mandare via eventuali clienti o servirli alla svelta, cucinando lui stesso, se necessario. Durante l'attesa entrano tre clienti (uno dei quali impersonato da Tarkovskij stesso che fischietta Lullaby of Birdland). 
Accertatosi che Ole Andreson non avrebbe cenato lì quella sera, i killer lasciano i tre liberi e se ne vanno. Nick viene mandato da George a riferire l'accaduto ad Andreson, ma questi gli riferisce di non voler scappare e di essere rassegnato al suo destino.

## Produzione
Il film è il primo lavoro di Tarkovskij, creato per il corso di regia mentre studiava all'Università statale pan-russa di cinematografia. Il set era stato creato in uno studio della scuola e tutti gli oggetti di scena furono portati da casa dagli studenti. Anche tutta la troupe e il cast erano composti da studenti stessi. A richiedere il compito fu Michail Il'ič Romm professore, appunto, di Tarkovskij. Il film è diviso in tre scene: la prima e la terza sono co-dirette dalla Beiku e da Tarkovskij, la seconda da Gordon.